# Jerzy Pług-Piętowski

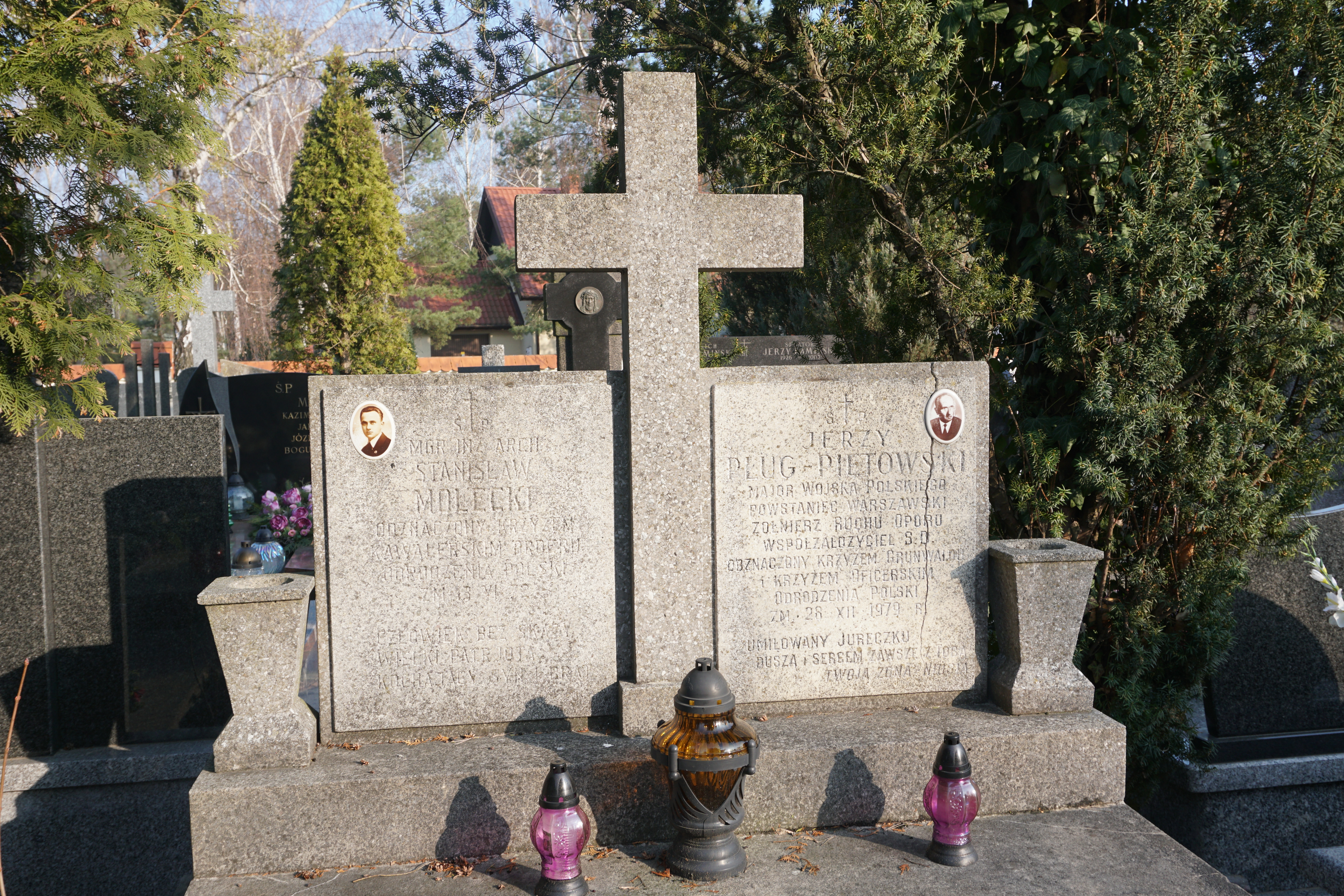
grób Jerzego Pługa-Piętowskiego na cmentarzu w Milanówku

Jerzy Roch Pług-Piętowski vel Piętowski, ps. „Pług” (ur. 16 sierpnia 1894 w Warszawie, zm. 28 grudnia 1979) – polski urzędnik państwowy i działacz polityczny, członek Zarządu Głównego Stronnictwa Demokratycznego, radny Stołecznej Rady Narodowej (1957–1964), oficer Wojska Polskiego, Armii Krajowej i Polskiej Armii Ludowej.

## Życiorys
Urodził się 16 sierpnia 1894 w Warszawie, w rodzinie Tomasza, księgowego.
Przed I wojną światową działał w Polskiej Partii Socjalistycznej. W dwudziestoleciu międzywojennym zatrudniony w Unii Pracowników Umysłowych. Należał do BBWR, jednak w latach 30. związał się z rodzącym się ruchem demokratycznym, wstępując do Warszawskiego Klubu Demokratycznego. Uczestniczył w kampanii wrześniowej, podziemnej działalności SD „Prostokąt” i Stronnictwa Polskiej Demokracji (wszedł w skład zarządu). Walczył w powstaniu warszawskim. W sierpniu 1944 awansował na porucznika. 10 września 1944 przeszedł do Polskiej Armii Ludowej i został przydzielony do Dowództwa Brygady im. Stanisława Dubois. W tym samym miesiącu awansowany na rotmistrza, a 2 października 1944 na majora. Po kapitulacji powstania znalazł się w obozie jenieckim (1944–1945).
W 1945 znalazł się w Zarządzie Głównym SD, następnie był m.in. sekretarzem jego Rady Naczelnej (1947–1956), członkiem Centralnego Komitetu i Rady Naczelnej. W latach 1947–1954 z nominacji SD zasiadał w Stołecznej Radzie Narodowej. Pochowany na cmentarzu w Milanówku.

## Ordery i odznaczenia
- Order Krzyża Grunwaldu III klasy (1946)[5]
- Krzyż Oficerski Orderu Odrodzenia Polski[6]